# ファラミア

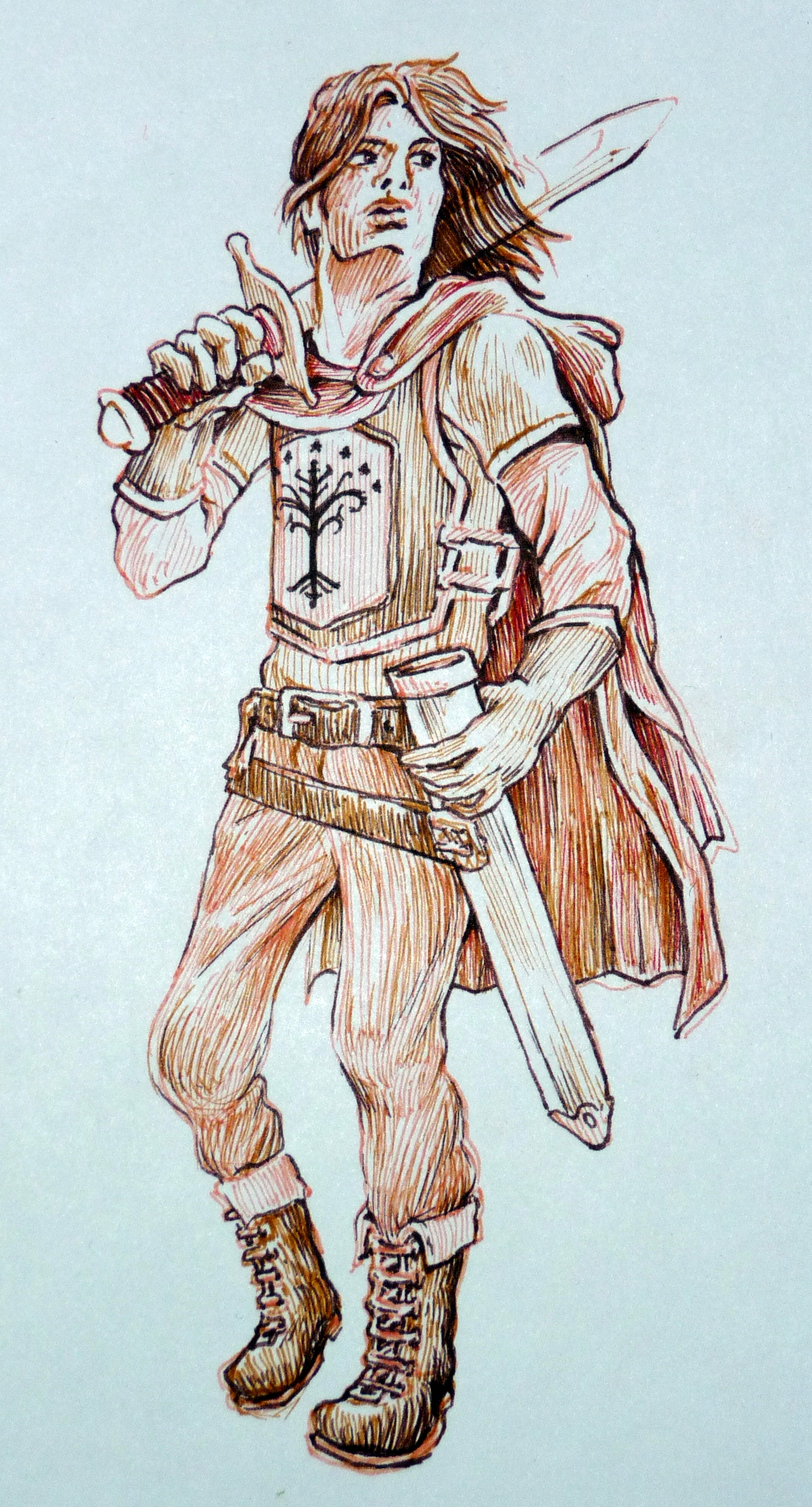

ファラミア（Faramir, 第三紀2983年 - 第四紀82年）は、J・R・R・トールキンの中つ国を舞台とした小説、『指輪物語』の登場人物。叡智と勇気を兼ね備えたミナス・ティリスの大将で、一つの指輪を捨てる使命を帯びたフロド・バギンズを捕えた。
父はゴンドールの執政デネソール。母はドル・アムロスのフィンドゥイラス。兄はボロミア。妻にローハンの姫エオウィン。息子にエルボロン。孫にバラヒア。
闇の勢力の前に風前の灯同然である人間たちの王国ゴンドールの執政デネソールの息子。兄は指輪の誘惑に屈したが仲間の為に殉じたボロミア。思慮深く詩人の心をもつと評される物静かな男であるが、同時にイシリエン地方の野伏部隊を率いるなど優れた戦士としての一面、そして指輪の誘惑に抗しうる強い心をも持つ。
兄ばかりを重んじる父デネソールの命令により、オスギリアスの戦いで重傷を負う。その後、王としてやってきたアラゴルンにミナス・ティリスをあけ渡し、自らはゴンドールの執政としてイシリエンに移り住んだ。
戦争時、ミナス・ティリスの療病院で出会ったローハンのエオウィン姫と恋に落ち、妻に迎える。子はエルボロン。孫に『アラゴルンとアルウェンの物語』を記したとされる、バラヒアがいる。